# Little Bird (Tielman Brothers)
"Little Bird" is een nummer van de Nederlandse rockband Tielman Brothers uit 1967.

Het liedje is gebaseerd op het oude Nederlands kinderliedje Klein Vogelijn Op Groen Tak, uit de bundel “Kun je zingen, zing dan mee”, met teksten van Andy Tielman, die destijds het enige overgebleven bandlid was. "Little Bird" is de titeltrack van het gelijknamige album dat de band in 1968 uitbracht. Net als de andere indorocknummers van de band, was "Little Bird" sterk beïnvloed door de krontjong-muziekstijl. Daarnaast zijn invloeden van Hawaïaanse muziek te horen.
De single stond in 1967/1968 dertien weken in de Nederlandse Top 40 met de zevende plek als hoogste positie, waarmee het de grootste hit van de band werd.

## NPO Radio 2 Top 2000
Little Bird stond alleen in 1999 in de NPO Radio 2 Top 2000, op plek 1357.